# Герб Литвы
Герб Литвы́ (лит. Lietuvos Respublikos herbas), также известен как Ви́тис (лит. Výtis «витязь, всадник, преследующий») — официальный государственный символ Литовской Республики, установлен 15-й статьёй Конституции Литовской Республики, принятой референдумом 1992 года, и описан в Законе о государственном гербе.
Герб Литвы восходит к «Погоне» — гербу Великого княжества Литовского, Русского и Жемойтского.

## Описание
В червлёном поле серебряный всадник в латах на серебряном же коне с поднятым в правой руке над головой мечом того же металла. В левой руке всадник держит лазоревый щит с золотым двойным крестом. Седло и узда лазоревые, рукоятка меча, стремена, соединения упряжи и другие детали — золотые.

## Использование
Пользоваться печатями, бланками документов, обложками и титульными страницами печатных изданий с Гербом Литвы имеют право:
- Сейм Литовской Республики и подведомственные учреждения,
- Президент Литовской Республики, Правительство Литвы и его учреждения, министерства,
- Банк Литвы,
- администрации начальников уездов,
- Конституционный суд и суды, Генеральная прокуратура и территориальные прокуратуры,
- Департамент государственной безопасности и его территориальные подразделения, Служба специальных расследований, учреждения полиции,
- дипломатические представительства и консульские учреждения,
- учреждения самоуправлений, не имеющих установленных официальных гербов, государственные учреждения образования и науки,
- приставы и нотариусы, некоторые другие должностные лица (например, старосты в местностях, где отсутствуют учреждения гражданской метрикации, используют гербовую печать при регистрации смерти и совершении нотариальных действий).

На печатях всадник (элемент государственного герба) изображается без поля геральдического щита.

## История герба

### Герб Великого княжества Литовского
К 1366 году относится документ с печатью, изображающий Погоню. С конца XIV века всадник с мечом изображался на фоне геральдического щита — на печатях Ягайло (1386, 1387) и Витовта (1401). С начала XV века герб Погоня стал гербом Великого княжества Литовского. С середины XV века установились направление атаки всадника и цвета герба.
Позднее герб Великого княжества Литовского стал частью герба Речи Посполитой. После третьего раздела Речи Посполитой с включением территорий Великого княжества Литовского в состав Российской империи (1795) герб был включён в герб России — в одном из шести геральдических щитов, окружающих главный щит с двуглавым орлом, в составе соединённых гербов княжеств и областей белорусских и литовских, помещён герб Великого княжества Литовского с изображением серебряного всадника в вооружении с поднятым мечом и щитом с двойным (шестиконечным) крестом, на серебряном коне, покрытом трёхконечным червлёным ковром с золотой каймой. На том же щите один из элементов белостокского герба представляет собой аналогичного вооружённого всадника с поднятым мечом и серебряным щитом, на котором червлёный двойной (шестиконечный) крест; конь чёрный, покрытый трёхконечным червлёным ковром с золотой каймой. Сходный серебряный всадник с поднятым мечом, но круглым щитом, фигурирует на гербе витебском в этом щите соединённых княжеств и областей.
Погоня использовалась также в гербах Вильны (утверждён в 1845 году) и Виленской губернии (утверждён в 1878 году).

Печать Наримунта Гедиминовича, князя Полоцкого, 1330 год
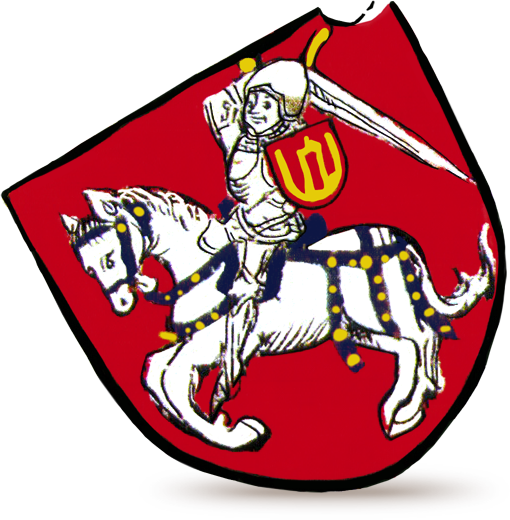
Герб Великого княжества Литовского из Кодекса Бергшамара, XV век
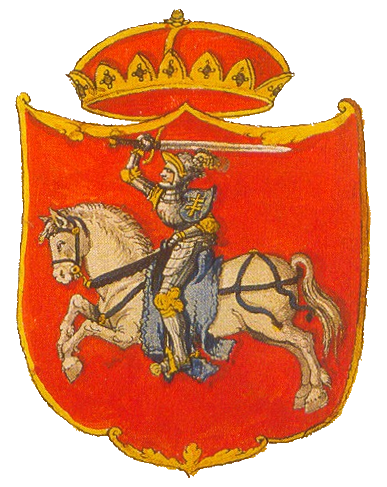
Герб Великого княжества Литовского XVI в.
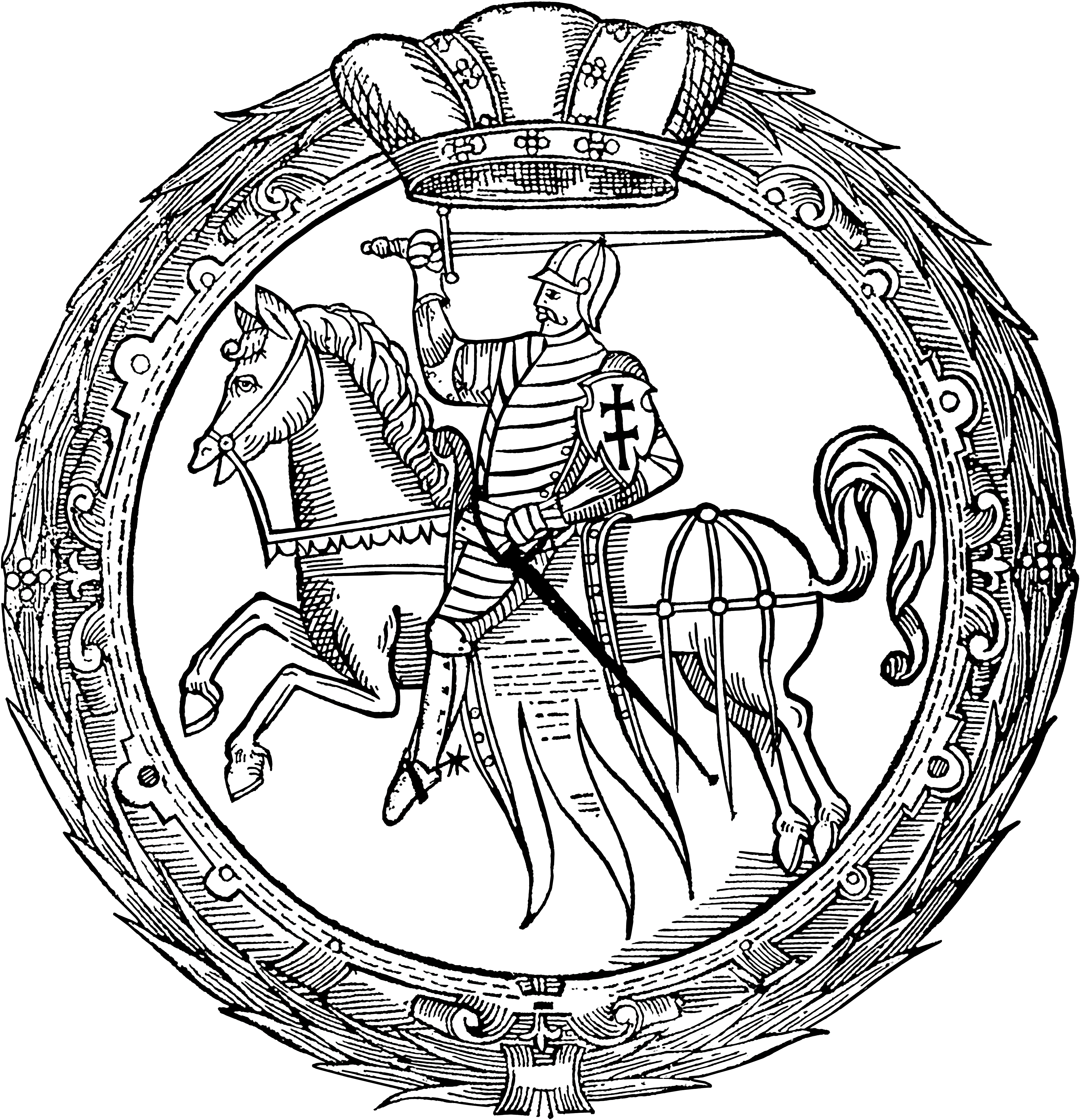
Герб из Статута ВКЛ 1588 года
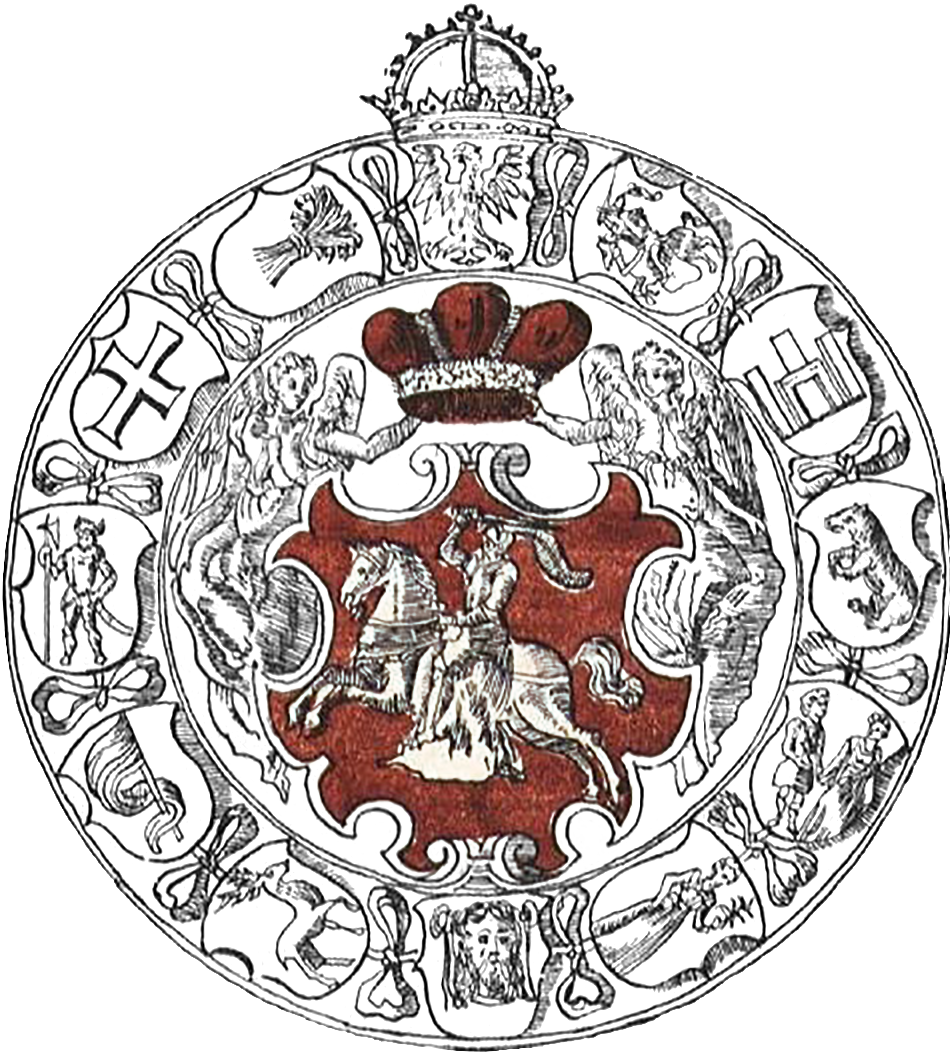
Большой герб из Виленского издания Статута ВКЛ. 1614
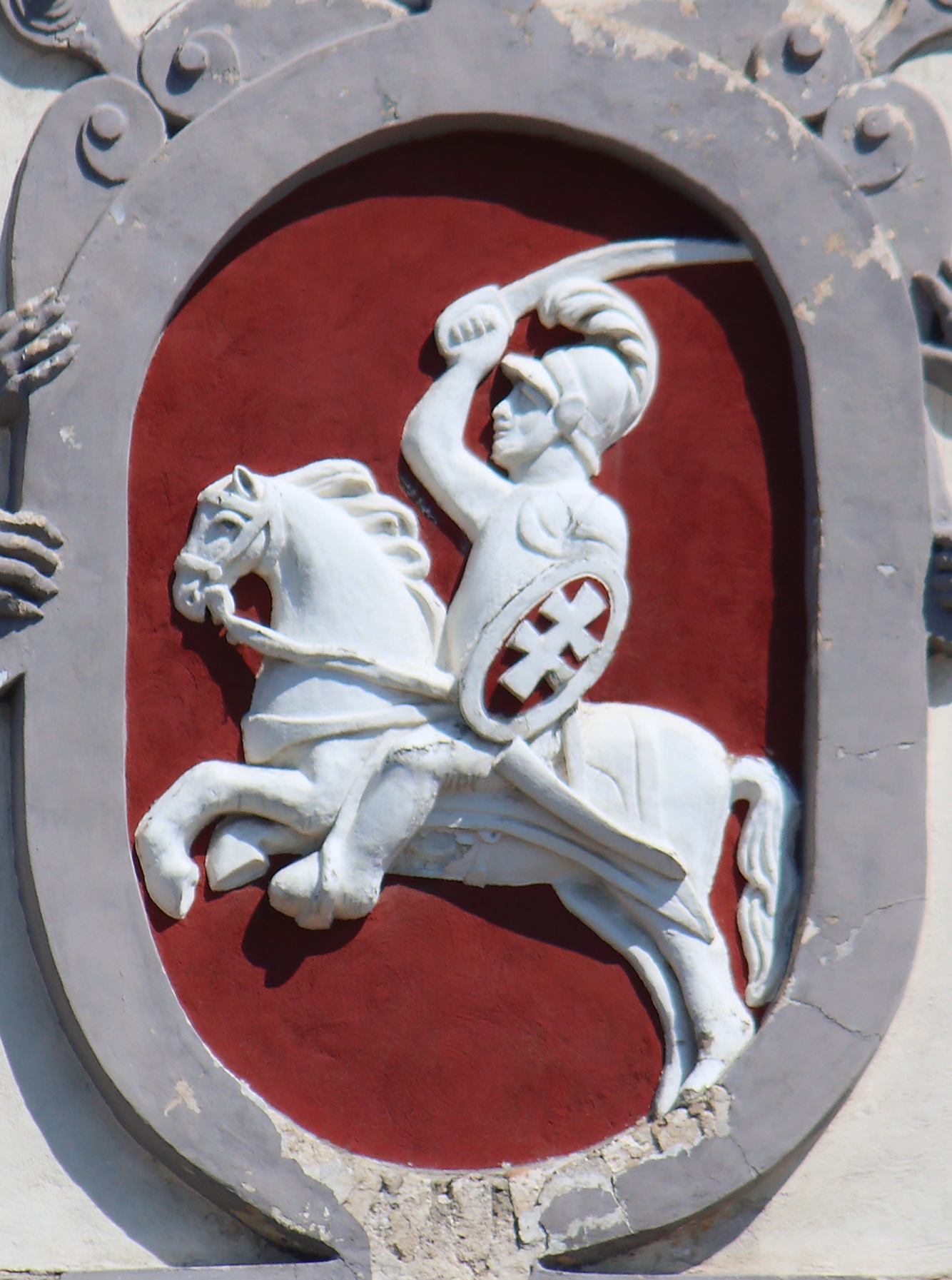
Герб с ворот города Вильна «Острая брама». Конец XVI — начало XVII веков.
Герб Ковенской губернии, 1878 год
Герб Сувалкской губернии, 1869 год
Герб Виленской губернии, 1878 год
Герб княжеств и областей Белорусских и Литовских на гербе Российской империи

### Литовская республика
В ходе Первой мировой войны в 1915 году германские войска оккупировали Виленскую и Ковенскую губернии, из которых образована области Обер-Ост. С разрешения и при содействии германского имперского комиссара Литвы 18-22 сентября 1917 года в Вильне был создан Литовский Совет (лит. Lietuvos Taryba).
11 декабря 1917 года Литовский Совет провозгласил воссоздание литовского государства в границах 1793 года (ВКЛ до второго раздела Речи Посполитой), независимость от России и «вечные союзные связи Литовского государства с Германией». 16 февраля 1918 года Литовский Совет принял Акт о независимости Литвы. Номер правительственной газеты, в котором был опубликован Акт о независимости Литвы, вышел с изображением Погони в титуле.
В утверждённой Конституции 1928 года было следующее описание:

Ст. 8. Государственный герб: белый всадник на красном поле.
Это же описание сохранилось и в Конституции 1938 года.

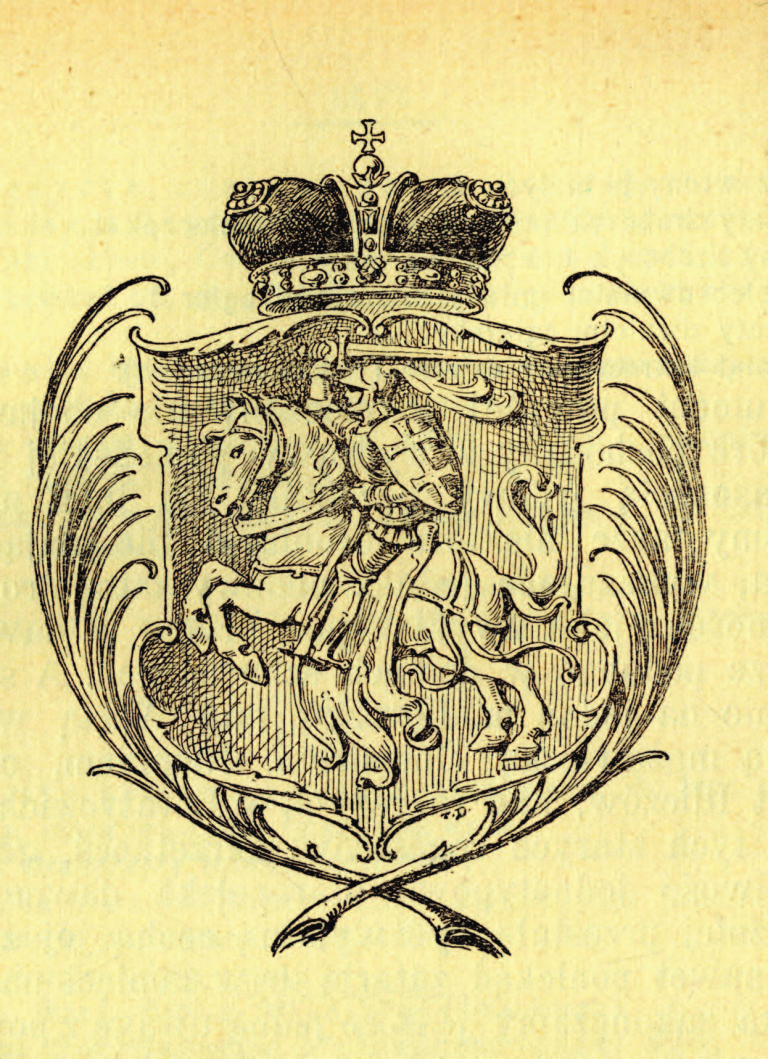
Погоня Великого княжества Литовского. Рис. Тадеуша Дмоховского, 1910.
Рисунок герба Литвы Антанаса Жмуидзинавичюса, 1917—1918 гг.
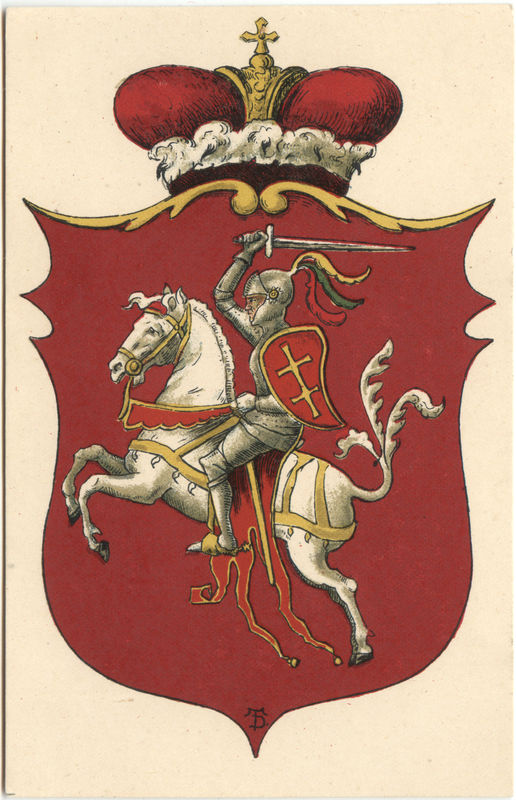
Рисунок герба Литвы Тадаса Даугирдаса, 1918 г.
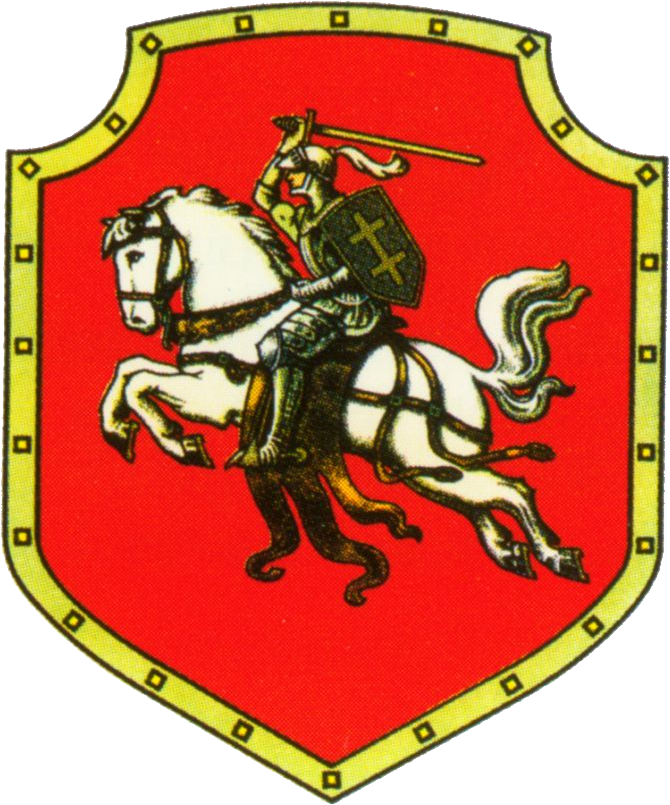
Один из проектов герба Литвы, 1920
Рисунок герба Литвы, 1920
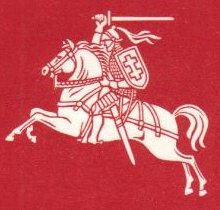
Рисунок герба Ю. Зикараса (1925 г.), использовавшийся на монетах Литвы до 1940 г.
Рисунок герба 1936 года
Герб с заграничного паспорта Литовской Республики 1940 года.

С 1988 года широко использовался как национальный символ. Законом, принятым Верховным Советом Литовской ССР (впоследствии названный Восстановительным Сеймом) 11 марта 1990 года «О названии государства и гербе» восстановлен довоенный герб. В качестве эталона был утверждён образец, созданный художником Юозасом Зикарасом в 1925 году.

Герб Литовского государства — Витис: в красном поле гербового щита всадник в серебряных доспехах на коне, держащий в правой руке поднятый над головой меч. На левым плечом всадника висит щит, в красном поле которого двойной золотой крест. Рукоять меча, устья ножен, шпоры всадника, удила узды, подковы коня, а также украшения подпруги и другого снаряжения золотые.
Оригинальный текст (лит.)
Lietuvos valstybės herbas yra Vytis: herbinio skydo raudoname lauke sidabro spalvos šarvuotas raitelis ant žirgo, laikantis dešinėje rankoje virš galvos iškeltą kalaviją. Prie raitelio kairiojo peties kabo skydas, kurio raudoname lauke dvigubas aukso spalvos kryžius. Kalavijo rankena ir makšties sutvirtinimai, raitelio pentinai, kamanų žąslai, žirgo pasagos, taip pat diržų ir kitos aprangos pagražinimai aukso spalvos.

4 сентября 1991 года был принят закон Литовской Республики №I-1751 «Об изменении в законе Литовской Республики „О государственном гербе Литвы“», которым в герб внесены изменения: красный цвет щита всадника был заменён на синий, такого же цвета стали седло, попона, узда и ремни. Обновлённое описание герба:

Герб Литовского государства — Витис: в красном поле гербового щита всадник в белых (серебряных) доспехах на белом (серебряном) коне, держащий в правой руке поднятый над головой белый (серебряный) меч. На левом плече всадника висит синий щит с двойным жёлтым (золотым) крестом. Седло, чепрак, узда и подпруга коня синие. Рукоять меча, удила узды, стремена, шпоры, ножны и металлические крепления сбруи коня жёлтые (золотые).
Оригинальный текст (лит.)
Lietuvos valstybės herbas yra Vytis: herbinio skydo raudoname lauke vaizduojamas baltas (sidabrinis) šarvuotas raitelis ant balto (sidabrinio) žirgo, laikantis dešinėje rankoje virš galvos iškeltą baltą (sidabrinį) kalaviją. Prie raitelio kairiojo peties kabo mėlynas skydas su dvigubu geltonu (auksiniu) kryžiumi. Žirgo balnas, gūnia, kamanos ir diržai mėlyni. Kalavijo rankena, kamanų žąslai, balno kilpa ir pentinas, makšties bei žirgo aprangos metaliniai sutvirtinimai ir pasagos geltoni (auksiniai).

Герб Литвы 1990—1991 гг.[8][9][10][3]
Витис в 1930-х годах. С конверта 2017 г.